# Biologija u 1873.
◄◄ | ◄ | 1870. | 1871. | 1872. | 1873.  | 1874. | 1875. | 1876. | ► | ►►
Arhitektura • Astronomija • Biologija • Fotografija • Glazba • Kazalište • Kemija • Kiparstvo • Knjige • Književnost • Kršćanstvo • Meteorologija • Medicina • Planinarstvo • Politika • Pravo • Promet • Slikarstvo • Šport • Znanost • Željeznički promet
Biologija u 1873.

## Svijet

### Rođenja
- 19. veljače − John Reed Swanton, američki antropolog i jezikoslovac († 1958.)

## Vanjske poveznice
|  | Zajednički poslužitelj ima još gradiva o temi Biologija |